# Kirchberg an der Pielach (Herrschaft)

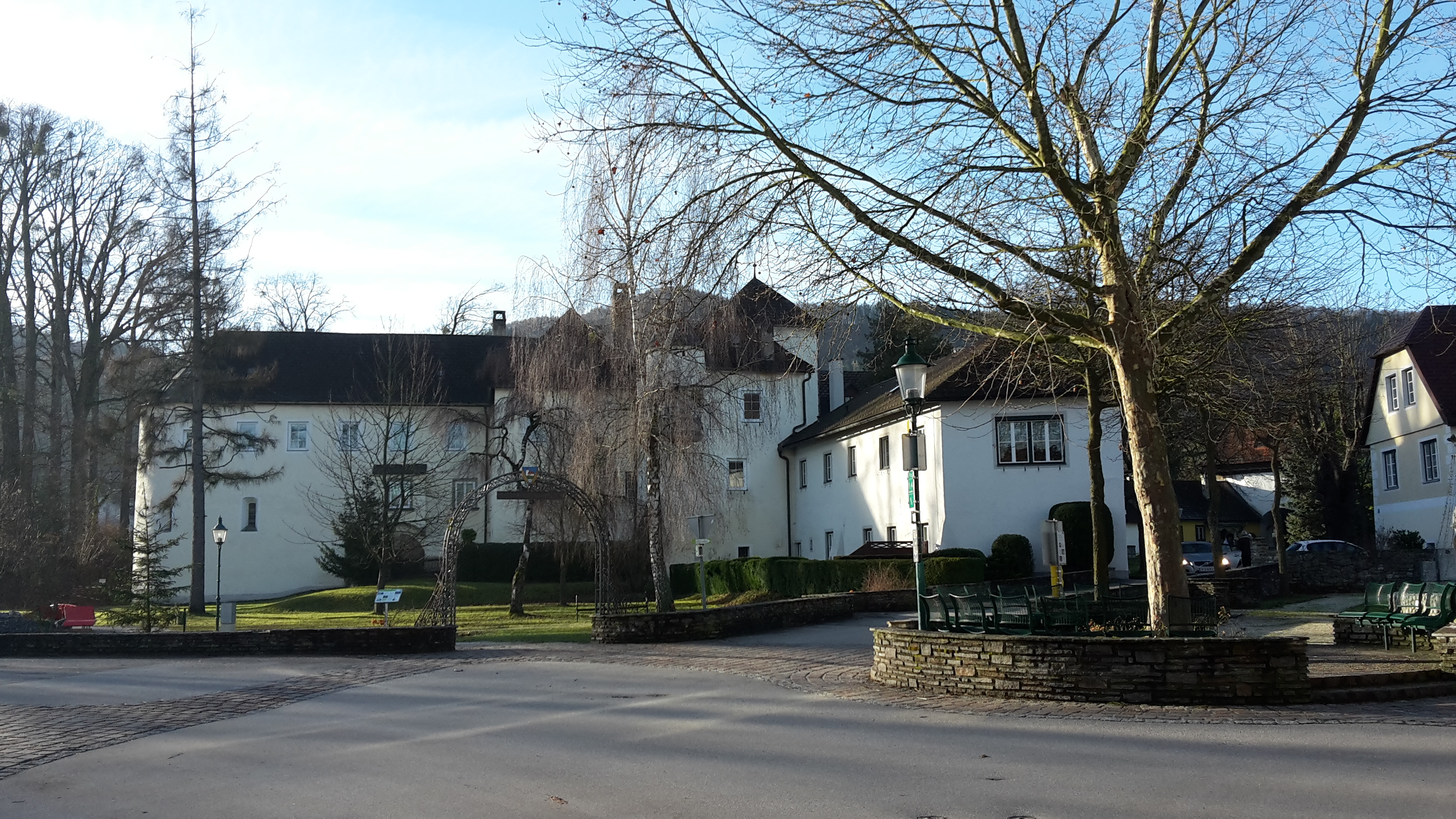
Schloss Kirchberg an der Pielach, Verwaltungssitz der Herrschaft (2018)

Die Herrschaft Kirchberg an der Pielach war eine Grundherrschaft im Viertel ober dem Wienerwald im Erzherzogtum Österreich unter der Enns, dem heutigen Niederösterreich.

## Ausdehnung
Die Herrschaft, der weiters die Herrschaften Weißenburg und Rabenstein sowie der Edelsitz Tradigist und die Ämter Pfolsau und Lunz einverleibt waren, umfasste zuletzt die Ortsobrigkeit über Kirchberg, Schloßgegend, Kirchberggegend, Soißgegend, Tradigist und Schwerbach, die alle zur Herrschaft Kirchberg zählten, weiters Schloß Weißenburg, Markt Frankenfels, Rosenbühel, Falkenstein, Grassa, Taschelgraben, Wies, Tiefgraben, Markenschlag, Kaar, Laubenbach, Uebergang, Fischbach, Oed, Berg, Brunn, See, Stein, Hof, Haslau, Buchenstuben, Schwarzenbach, Weißenburg, Loich, Hammerlmühlgegend, Rehgraben, Schroffen, Loicheck, Gutenhof, Schwarzengraben, Pielachleiten, Oed, Hofstadt, Lehen, Perna, Gstetten, Buchberg, Brand, Ameskogl, Scharlan, Brandeben, Sulzbühel, Grabschifterwald, Fienzeneben, Schwarzenbach, Loich und Staudach, alles Orte der Herrschaft Weißenburg und schließlich Markt Rabenstein, Au, Königsbach, Wart, Tradigist, Deutschbach, Steinklamm, Rörnbach, Laa, Brand und Umbach als Orte der Herrschaft Rabenstein. Der Sitz der Verwaltung befand sich im Schloss Kirchberg an der Pielach.

## Geschichte
Als letzte Inhaber der Allodialherrschaft sowie der Herrschaft Fridau werden die Fürsten von Corsini, namentlich Andreas, Neri, Thomas und Laurenz sowie die Fürstinnen Maria Louise, Elisabeth, Marie Adelheid und Antonie genannt, Fruchtnießer war jedoch Thomas Fürst von Corsini, Staatsrat bei Leopold II., dem Großherzog der Toskana. Nach den Reformen 1848/1849 wurde die Herrschaft aufgelöst. Die übrigen Besitzungen wurde im 19. Jahrhundert allmählich verteilt oder veräußert.